# Stenetrium crassimanus
Stenetrium crassimanus là một loài chân đều trong họ Stenetriidae. Loài này được Barnard miêu tả khoa học năm 1914.